# Roža in meč
Roža in meč je roman o borilnih veščinah slovenskega pisatelja Silvestra Vogrinca. Sodi tudi v zvrst športnega romana. Izšel je leta 2024 (COBISS).

## Snov in motiv
Roman razkriva dve obliki sabljanja, in sicer športno sabljanje, ki je del modernih olimpijskih iger ter zgodovinsko, renesančno mečevanje, kakršnega so poznali legendarni Zorro in Trije mušketirji.

## Vsebina
Zgodba opisuje svet bojevanja z meči, kjer je duh viteštva še vedno živ. Mlad slovenski sabljač Peter se zagleda v lepo italijansko šampionko Ariano. Njen brat Stefano Lupo, ki ga preganjajo sence preteklosti, je slavni maestro, ki v Benetkah vodi šolo sabljanja. Najbolj uspešne tekmovalke Salle Lupo so prijateljice Ariana, Julija in Vanesa, znane pod vzdevki Contessa, Fatalka in Nerisa. Vodja rivalske šole Fabio Fiore ne more pozabiti pokojne sestre Sofije, zato stopi na pot maščevanja, vendete. V zgodbi se pojavijo tudi prostozidarji in beneška mafija. Ko med prijateljicami pride do nesoglasij, se odnosi zaostrijo do vrelišča, ki vodi k neizogibnemu spopadu.

## Ocene
Roža in meč je prvi slovenski roman o sabljanju. Sodi v zvrst romana o borilnih veščinah in športnega romana. Izšel je kot del zbirke Junaki prihajajo.